# Böhmerwaldplatz (stanice metra v Mnichově)
Böhmerwaldplatz (zkratka BO) je stanice mnichovského metra ležící na lince U4, otevřená 27. února 1988. Stanice je v zeleno-tyrkysové barvě. Ve východech jsou umístěny eskalátory.